# جاك ويبر
جاك ويبر (بالفرنسية: Jacques Weber)‏
```
(و. 
1949
 – 
م
)
[
7
]
 هو 
ممثل
[
8
]
، 
ومخرج سينمائي
، 
وكاتب سيناريو
[
8
]
، وراوي كتب صوتية، من 
فرنسا
، ولد في 
باريس
.
[
8
]
```

شغوفا بالدراما من شبابه، انضم جاك ويبر إلى كونسيرفاتوار الوطني للدراماتيكية الفنية في سن العشرين، وحصل على جائزة التميز عند مغادرته.
مارسيل كرافن استأجره في عام 1970 ل تارتوف. في عام 1972، كان هارون في «فوستين الصيف» ولعب دور هوغو في "" من قبل كوستا غافراس. تم اغراءه من قبل كلود جيد في «المتعة الشريرة» (1975)، الممثل الشاب ظهرت في هذا الفيلم عارية تماما مع ديك ضخمة. لذلك أصبح الجنس رمز. في عام 1982 كان «بيل أمي» من قبل غي دي موباسانت في التلفزيون التكيف من قبل بيير الكاردينال. على شاشات التلفزيون، كان، من بين أمور أخرى، «لو كومت دي مونتي كريستو» والقاضي «أنطوان ريف» في سلسلة التلفزيون.

## التعليم
تعلم في المعهد الوطني العالي للفنون الدرامية ‏، ومدرسة كارنو ‏، ومدرسة فلوران ‏.

## جوائز
حصل على جوائز منها:
- جائزة سيزر لأفضل ممثل مساعد، عن عمل: سيرانو دي برجراك (1991)
- نيشان الفنون والآداب من رتبة ضابط
- فارس وسام الاستحقاق الوطني
- نيشان جوقة الشرف من رتبة ضابط.

## وصلات خارجية
- جاك ويبر على موقع IMDb (الإنجليزية)
- جاك ويبر على موقع ألو سيني (الفرنسية)
- جاك ويبر على موقع ميوزك برينز (الإنجليزية)
- جاك ويبر على موقع أول موفي (الإنجليزية)
- جاك ويبر على موقع قاعدة بيانات الأفلام السويدية (السويدية)
- جاك ويبر على موقع ديسكوغز (الإنجليزية)
- جاك ويبر على موقع قاعدة بيانات الفيلم (الإنجليزية)
- جاك ويبر على موقع كينوبويسك (الروسية)